# Tragovi: časopis za srpske i hrvatske teme
Tragovi: časopis za srpske i hrvatske teme znanstveni je časopis u izdanju Srpskog narodnog vijeća i Arhiva Srba u Hrvatskoj. Časopis se objavljuje dva puta godišnje kao recenzirana znanstvena publikacija sa slobodnim pristupom. Tragovi objavljuju članke iz raznih poddisciplina društvenih znanosti s fokusom na srpske, hrvatske i jugoslavenske studije.
Prve inicijative za pokretanje časopisa započele su još 1993. godine u razdoblju Domovinskog rata, ali u tom razdoblju nisu uživale dovoljnu društvenu podršku da ih se provede u djelo. Prilikom predstavljanja prvog broja časopisa u Arhivu Vojvodine u Novom Sadu u veljači 2019. godine glavni urednik Dejan Jović objasnio je motivaciju za osnivanje časopisa nedostatkom članaka u ovom akademskom polju i potrebom suprotstavljanja amaterizmu i političkoj propagandi. Kako se veliki dio najkvalitetnijih znanstvenih članaka o regiji objavljuje u inozemstvu na engleskom i drugim velikim jezicima, časopis se izdaje na hrvatskom i srpskom jeziku kako bi se osnažilo i lokalno vlasništvo i sudjelovanje u znantvenoj proizvodnji. Glavni urednik tu je ambiciju objasnio sljedećim riječima;
Cjeloviti članci su indeksirani i dostupni kroz Mrežnu knjižnicu za srednju i istočnu Europu (CEEOL) i Hrčak – Portal znanstvenih časopisa Republike Hrvatske. Grafički dizajn časopisa i naslovnice priprema zagrebački dizajnerski studio Parabureau. Časopis je predstavljen i na Kliofestu-festivalu povijesti u Nacionalnoj i sveučilišnoj knjižnici u Zagrebu.

## Vanjske poveznice
- Tragovi: časopis za srpske i hrvatske teme